# Northern League (Nuova Zelanda)
La Northern League è una competizione calcistica amatoriale neozelandese.
La Northern League comprende club calcistici situati nella parte settentrionale dell'Isola del Nord dalle regioni di Northland, Auckland, Waikato e Bay of Plenty. La competizione era nota come NRFL Premier fino al 2021, quando il sistema di campionato di calcio della Nuova Zelanda è stato ristrutturato. I club competono ogni stagione per qualificarsi per la New Zealand National League.